# ヒカマ
ヒカマ（別名: ヤムビーン、スペイン語: jícama、ナワ語群: xīcamatl）は、メキシコ原産のマメ科の多年生草本で、先住民族の伝統的な野菜である。若い株の塊茎状の根が食用に供される。和名は地表部が同じマメ科のクズ（葛）に似ており、地下の芋を食用にすることからクズイモ（葛芋）の名が当てられている。熱帯アジアなどにも伝播して普及し、日本でも沖縄などで栽培されることがあるものの、日本の食品市場では極めて稀にしか流通しない。中国名は、豆薯。

## 概要
蔓は支柱を与えると4-5mまで伸び、その塊茎は最大で20kg近くまで成長することがあるが、フィリピンで23kgの個体が見付かったことがある。
塊茎の表皮は黄色から茶色を帯びており、ややザラザラしている。生食時の食感は梨や生のジャガイモに似ている。でんぷんのような甘い香りがあり、リンゴや豆も連想させる。
葉や蔓などの塊茎部以外の部分、特に種子には多くのロテノンが含まれている。塊茎にも多少は含まれるが、ロテノンは消化器官からは吸収されにくいので人が死に至ることは稀である。ただし、中毒を起こしたケースもしばしば報告されている。尚、ロテノンは魚や昆虫には猛毒。

## 栄養価
塊茎の90%近くが水分で、炭水化物と食物繊維を多く含む。タンパク質と脂質はごくわずかである。爽やかな甘味はイヌリンによるもの。

## メキシコでの調理例
メキシコでは他の野菜や果物と共に使用する野菜として非常にポピュラーであり、サラダに入れて食されるが、炒め物やスープに使用されることもある。また、健康的なおつまみとして、カットしてサルサに浸けて食される。
塩、ライムジュース、チレ（唐辛子）パウダーをかけて食べるのも一般的である。醤油、ゴマ油、レモンジュース、生姜、玉葱、パクチーなどとも良くあう。

## アジアでの普及
現在では中央アメリカ諸国、中国、インドネシア、ベトナム、フィリピンをはじめ東南アジア全域でも広く栽培されている。
特にインドネシアではバンクアン (bengkuang) と呼び、スマトラ島やジャワ島では非常に一般的に利用されている。
その他のアジア諸国でも独自の呼び名を持ち、庶民の野菜として広く定着している。中国語圏では豆薯（とうちょ）となる。

## ヤムイモとの混同
米国などいくつかの国々ではヤムもしくはヤムビーンと呼ぶことが多い。その為、熱帯地方で食用に栽培されるヤマノイモ科の芋一般を指すヤムイモと混同されることがあるが、ヒカマは双子葉植物のマメ目、ヤムイモは単子葉植物のユリ目で分類学上、全く異なる植物である。更に北米ではヒルガオ科のサツマイモをヤムと呼ぶこともあり、ますますややこしい状況になっている。近年、日本でも種子が入手できるようになり、原産地メキシコと同じヒカマの名称が使われている。

## 保存
12℃から16℃程度の乾燥した環境で1-2ヶ月間保存することができる。低温ではダメージを受ける。

## イメージギャラリー

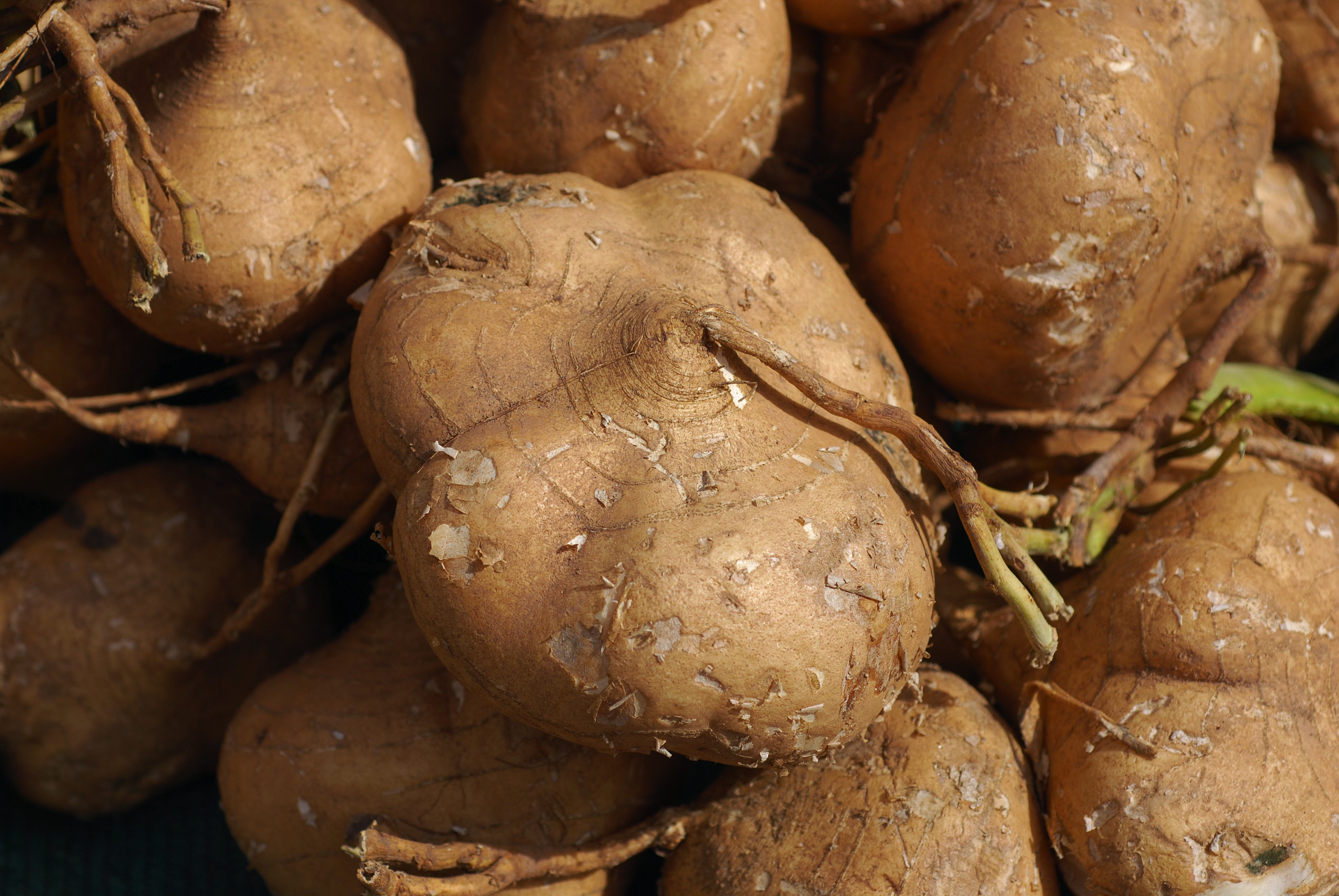
市場で売られるヒカマ
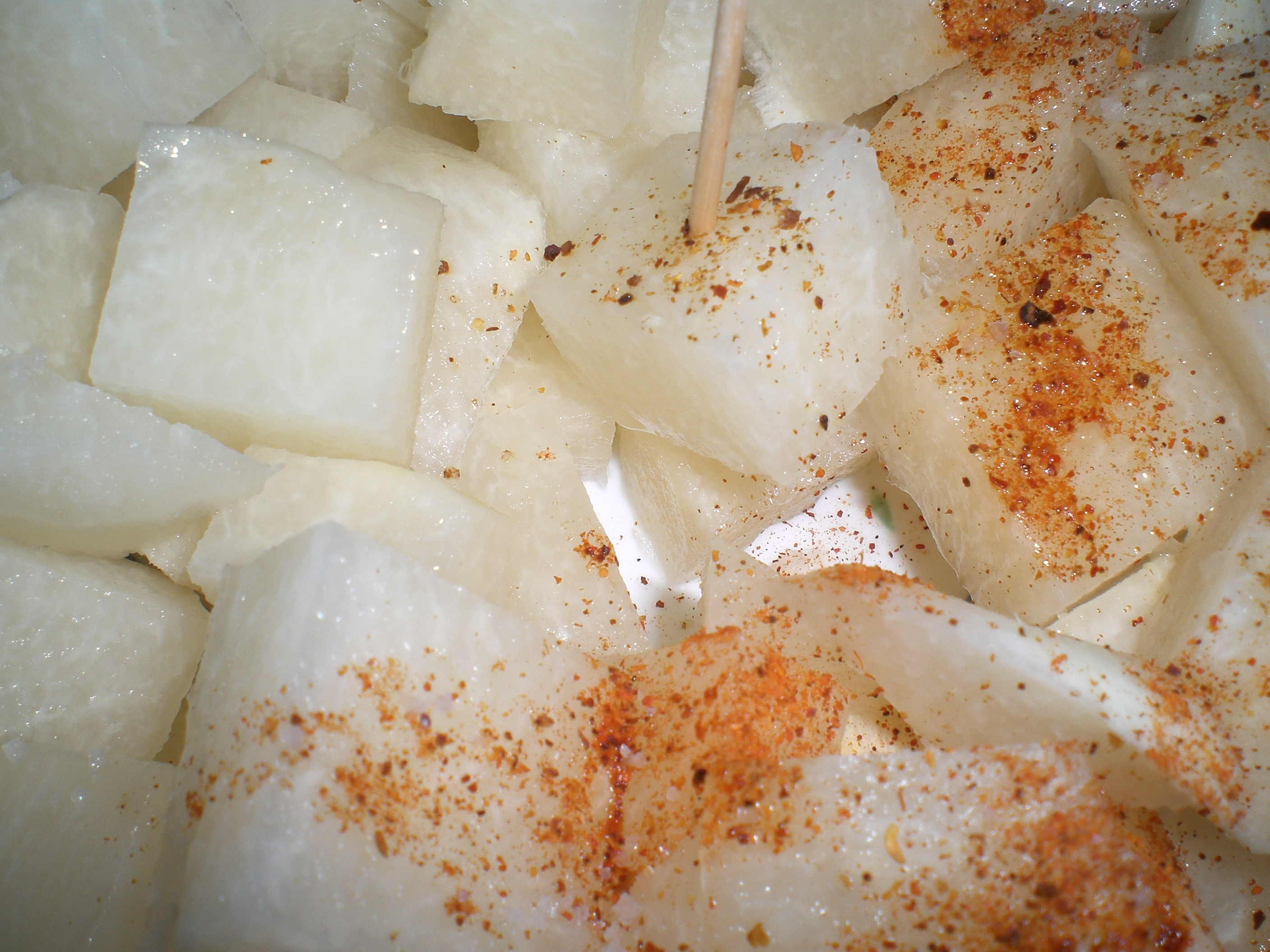
カットしタヒンをかけた生のヒカマ
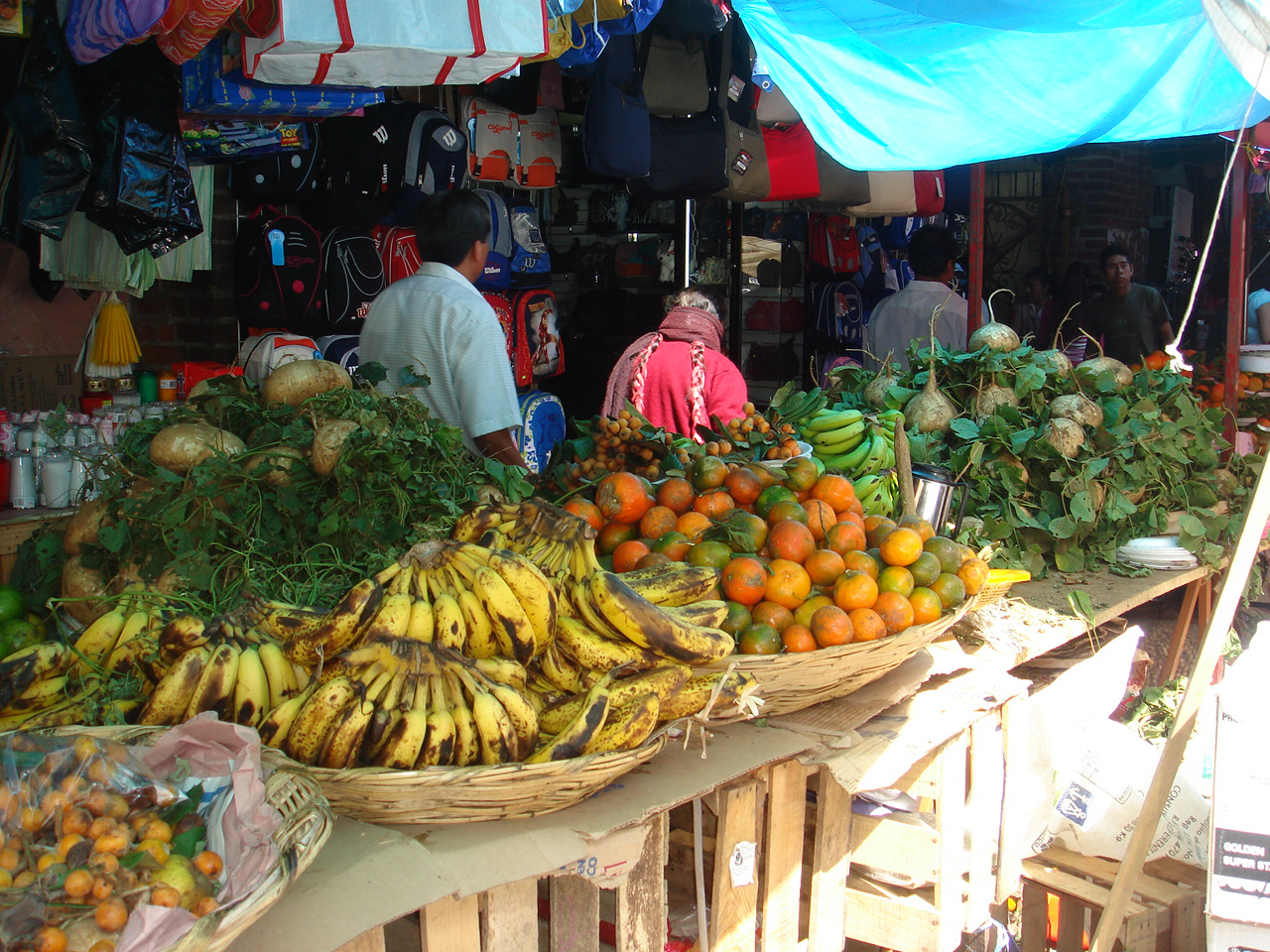
果物と山積みで売られるヒカマ
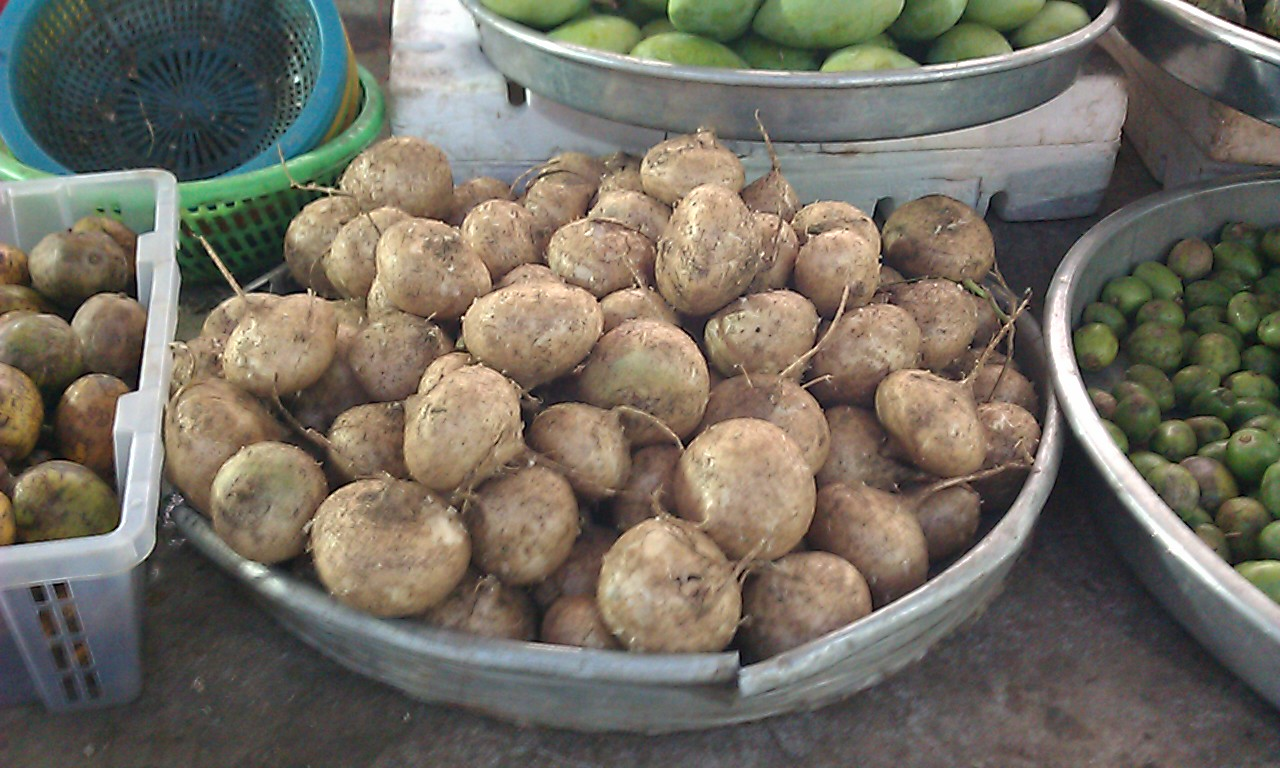
ベトナムの市場にて